# Ю Чжон Нам
Ю Чжон Нам (кор. 유정남, 12 вересня 1983) — південнокорейський плавець.
Учасник Олімпійських Ігор 2008 року.
Призер Азійських ігор 2005 року.